# Standortübungsplatz Hille-Wittloge

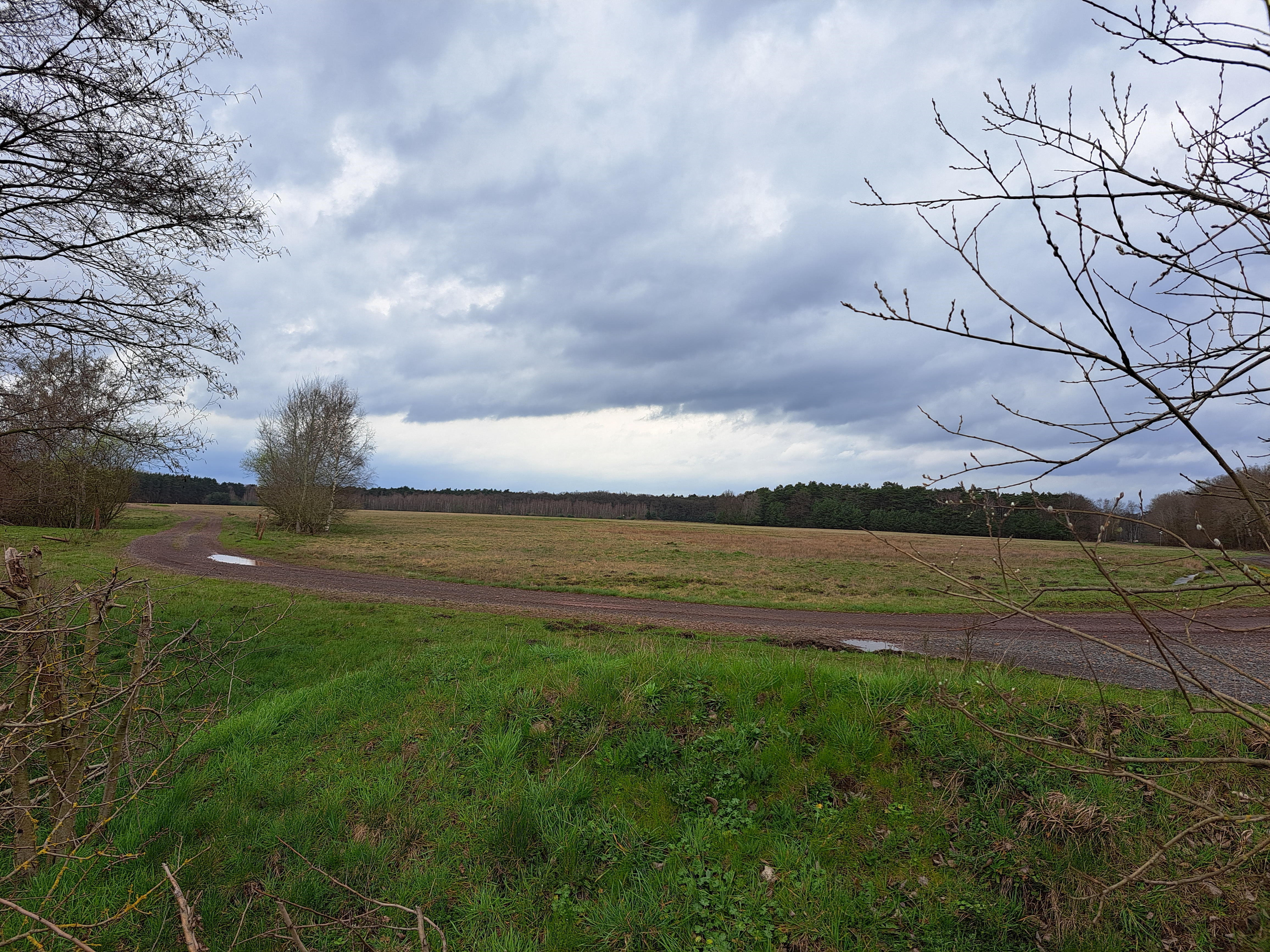
Blick auf einen offenen Teilbereich des Standortübungsplatzes von Süden nach Norden

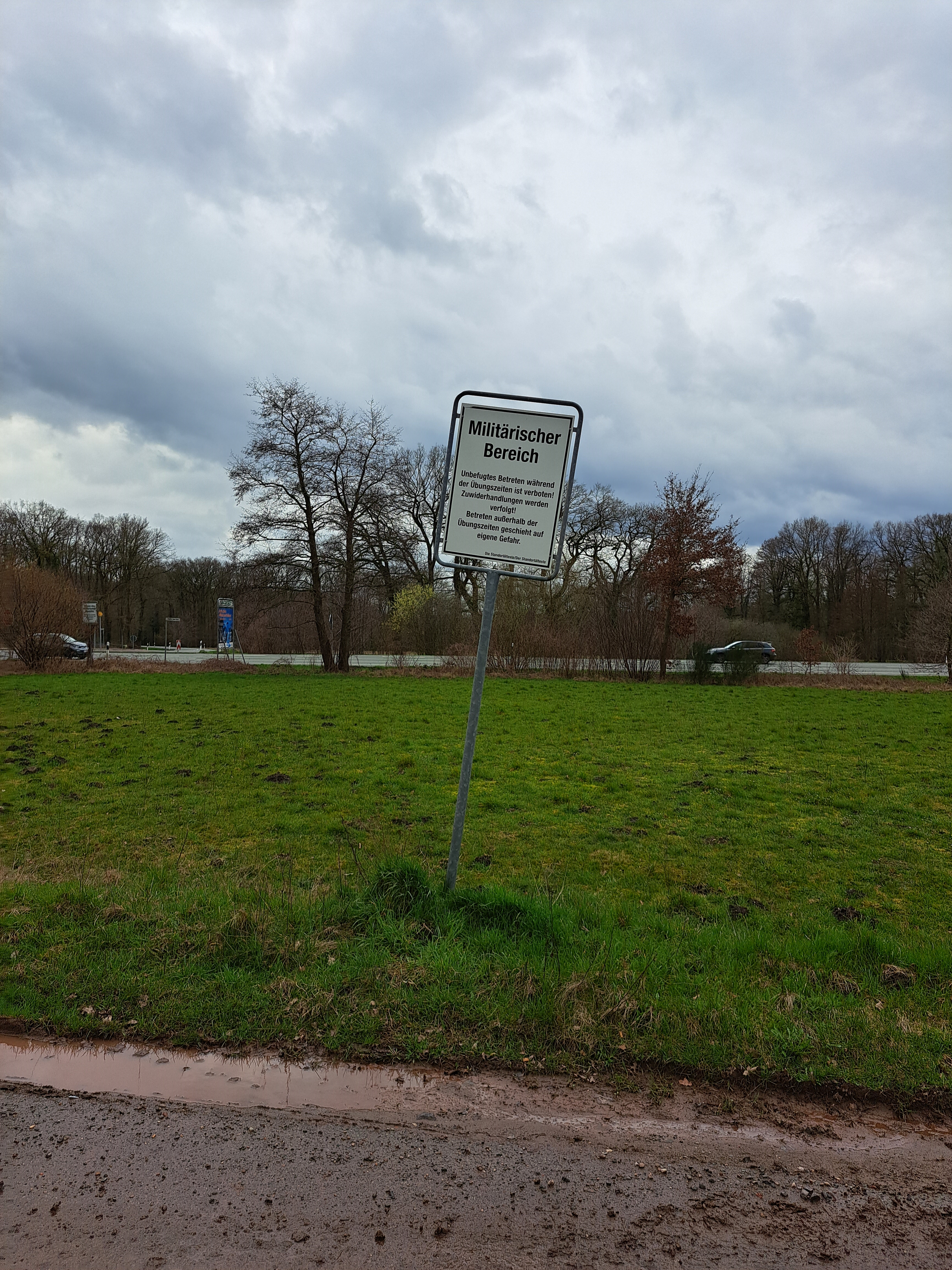
Blick nach Süden auf die Landstraße L 770, die „exterritorial“ das militärische Gelände kreuzt

Karte des Bereichs mit den Teilbereichen Hille und Höxter-Taubenbaum

Der Standortübungsplatz Hille-Wittloge, bisweilen auch genannt Truppenübungsplatz Wittloge oder einfach nur Wickriede, ist ein rund 150 Hektar großer Standortübungsplatz der Bundeswehr im ostwestfälischen Kreis Minden-Lübbecke auf dem Gebiet der Gemeinde Hille.

## Lage
Der Standortübungsplatz Hille-Wittloge liegt nahe der Grenze zu Niedersachsen beiderseits der Landstraße L 770, nördlich der Streusiedlung Osterheide. Die genannte Landstraße liegt exterritorial außerhalb des formalen Übungsplatzes, obschon sie diesen ebenerdig durchkreuzt.

## Geschichte
Das Gelände gehörte früher den Britischen Streitkräften, die im Kreis Minden-Lübbecke in Minden und in Lübbecke Stationierungskräfte hatten. Nach Abzug dieser in den frühen 1990ern ging das Gelände an die Bundeswehr über. Hauptnutzer des militärischen Bereiches sind die Garnisonen in der Nähe mit dem Pionierregiment 100 in Minden und dem Internationalen Hubschrauberausbildungszentrum in Bückeburg.

## Nutzung
Der Standortübungsplatz wurde seither nur in geringem Maße von der Bundeswehr genutzt, da sowohl Pioniere als auch Heeresflieger über eigene und näher liegende Standortübungsplätze samt Standortschießanlagen verfügen. Das Pionierregiment 100 hat z. B. einen Standortübungsplatz im Wesergebirge. Gefechtsschießen ist auf dem Standortübungsplatz Wittloge aufgrund der geringen Größe nicht möglich. Darüber hinaus fand eine Nutzung als Fahrschulübungsstrecke statt. Dadurch konnte sich auf dem Gebiet die Natur wieder erholen.
Seit 2019 ist geplant, den Übungsplatz zu einem intensiver nutzbaren Lande- und Schießplatz auszubauen.
Anders als bei anderen militärischen Bereichen dieser Art ist das Betreten des Geländes für Zivilisten nicht grundsätzlich untersagt. Die Beschilderung an der Grenze spricht nur ein Betretungsverbot während des Übungsbetriebes aus. An übungsfreien Zeiten wird das Betreten mit Hinweis „auf eigene Gefahr“ grundsätzlich gestattet.